# Bataille de Yeghevārd
La bataille de Yeghevārd, également connue sous le nom de bataille de Baghavard ou Morad Tapeh, est le dernier engagement majeur de la guerre perso-ottomane de 1730-1735. La principale armée ottomane dans le Caucase, sous le commandement de Koprulu Pacha, est complètement détruite par l'avant-garde de l'armée de Nader avant que l'armée principale perse ne puisse entrer dans la mêlée. La déroute totale des forces de Koprulu Pacha entraîne la reddition d'un certain nombre de places fortes ottomanes assiégées dans le théâtre, tout espoir de secours s'avérant éphémère à la lumière de la défaite écrasante de Yeghevārd. Cette victoire, l'une des plus impressionnantes de Nader Chah sur le champ de bataille, au cours de laquelle il décime une force quatre ou cinq fois supérieure à la sienne, contribue à asseoir sa réputation de génie militaire et s'inscrit dans la lignée de ses autres grands triomphes, tels que ceux de Karnal, Mihmandoost ou Kirkouk,.

## Contexte
Le théâtre caucasien, tout comme le théâtre mésopotamien, est l'une des régions clés où les empires ottoman et perse luttent pour l'hégémonie pendant la majeure partie de la période moderne. L'effondrement de l'État safavide dans les années 1720 en raison de l'invasion des Afghans Hotaki donne aux Ottomans l'occasion de s'emparer non seulement des territoires caucasiens sous suzeraineté persane, mais aussi d'étendre leurs frontières jusqu'à l'ouest de l'Iran lui-même. Après les campagnes réussies de Nader en Perse occidentale et en Irak ottoman, la frontière occidentale de l'empire est à nouveau sûre. Cependant, au nord, les Ottomans sont toujours retranchés et Istanbul jugent bon de renforcer les remparts avec une nouvelle armée sous les ordres de Koprulu Pacha pour s'assurer que le Caucase reste sous la domination ottomane.
Le 3 novembre 1734, Nader arrive aux portes de Gandja après avoir soumis Shirvan en capturant sa capitale Shamakhi en août 1734. Les fortifications de Ganja impressionnent tellement Nader qu'il décide de faire un siège prolongé de la ville. Laissant une partie de ses forces autour de Ganja, il se dirige avec le reste vers la Géorgie et l'Arménie à l'ouest, assiégeant respectivement Tbilissi et Erevan. Abdollah Koprulu Pacha quitte Kars avec une armée de 50 000 cavaliers, 30 000 fantassins et 40 canons afin de trouver et d'amener la force principale de Nader à la bataille dans le but de lever les sièges des positions ottomanes dans la région. Les sources primaires indique que 120 000 soldats ottomans au total participèrent à cette manoeuvre.
Lorsque la nouvelle de l'entrée de Koprulu Pacha dans la région en traversant la rivière Arpachay, le chroniqueur arménien Abraham de Crète rapporte la réaction de Nader ainsi : « Loué soit Dieu, j'attendais ce moment depuis si longtemps ». Et il part immédiatement à sa rencontre avec son avant-garde de 15 000 à 18 000 hommes. Cette nuit-là, Nader campe sur un terrain élevé surplombant la plaine à proximité d'une forêt.

## Bataille
Apprenant la proximité de Nader et la faiblesse de ses effectifs, Koprulu Pacha hâte son approche. Nader, au lieu de se replier vers le corps principal de l'armée perse, commence à déployer son avant-garde sur place. La bataille commença à 14 heures, lorsque Nader, après avoir déployé un contingent de troupes dans la forêt voisine, conduit 3 000 hommes dans la vallée en contrebas, entamant une escarmouche avec les Ottomans afin d'attirer leur attention.
Les Turcs déploient un grand nombre de leurs canons sur la crête d'une petite colline, ils sont complètement surpris lorsque Nader, dans une manœuvre agressive, envoie 2 000 à 3 000 de ses mousquetaires d'élite (les jazāyerchis) pour s'emparer de la colline. Les Ottomans en sont chassés et leurs précieuses pièces d'artillerie sont capturées, provoquant une grande consternation parmi les soldats ottomans qui constatent la facilité avec laquelle leurs armes tombent aux mains de l'ennemi dès la première phase de la bataille.
Nader envoie alors une nouvelle unité pour neutraliser l'autre concentration d'artillerie ottomane sur la gauche, après quoi l'ordre d'avancer du centre perse est donné. L'artillerie de Nader est renforcée par la présence de 500 zamburaks (qui sont essentiellement des canons pivotants montés sur le dos de chameaux, fournissant une artillerie légère et manœuvrable). Bien que les zamburaks soient extrêmement vulnérables aux tirs d’artillerie, tous les canons ottomans sont réduits au silence, ce qui permet aux zamburaks de jouer un rôle décisif dans la bataille.

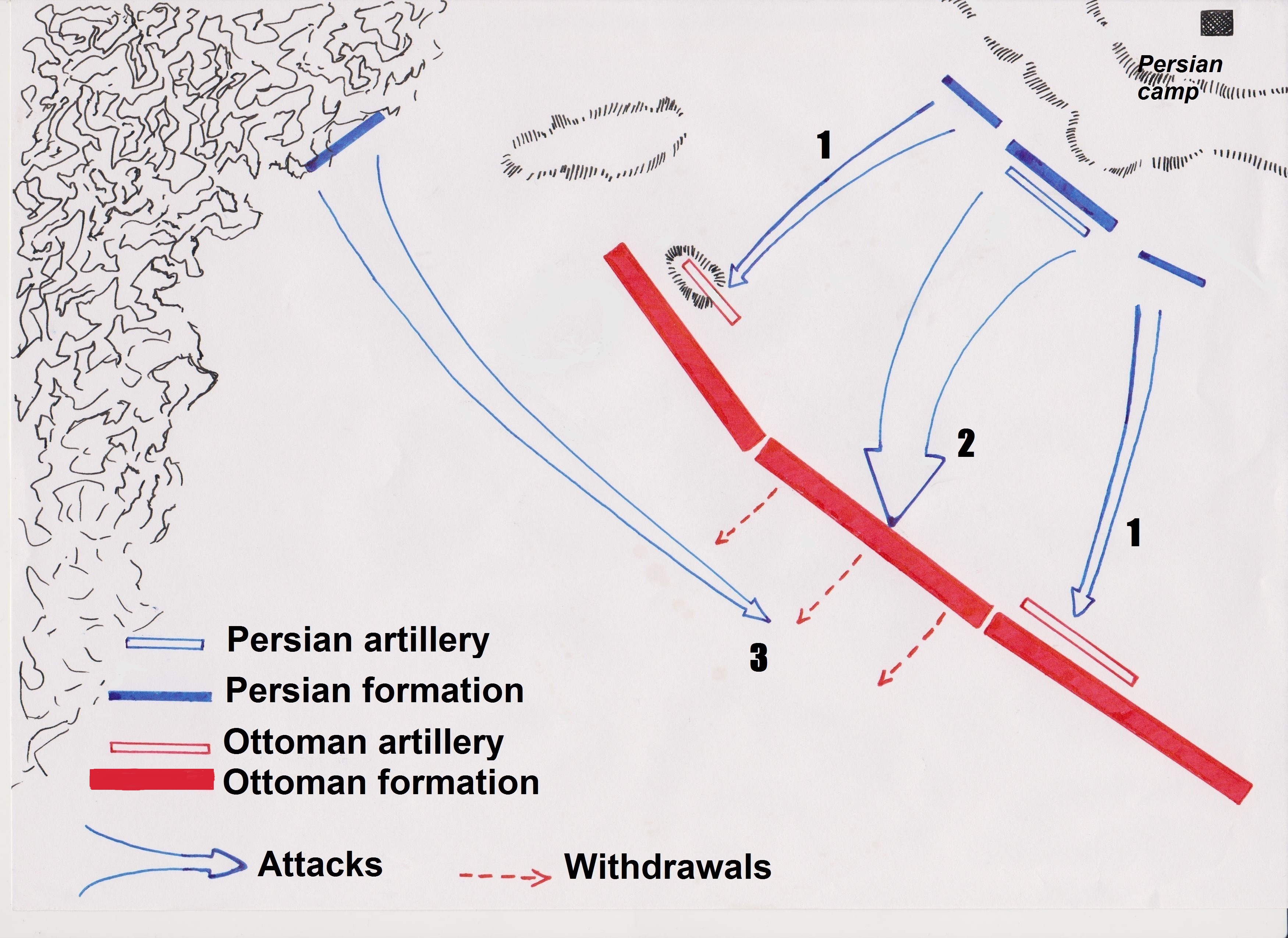
Interprétation visuelle de la bataille de Yeghevārd.

C'est alors que l'artillerie perse entre en jeu, soutenant l'avancée du centre au cœur de la ligne ottomane par une volée meurtrière de boulets ronds, en plus du demi-millier de zamburaks qui déclenchent un feu dévastateur sur le centre ottoman qui, mis en déroute, se replie ensuite lorsque le centre perse se rapproche de lui. Au total, les canons perses ont tiré plus de 300 coups, sans compter les zamburaks, tandis que les canons ottomans ont tiré deux ou trois dérisoires avant d'être réduits au silence pour le reste de la bataille.
À ce moment crucial, alors que le centre ottoman est repoussé et désorienté, Nader ordonne à son contingent de troupes cachées à l'orée de la forêt voisine de régler la question de manière décisive par une brillante manœuvre de flanc, transformant le désarroi des Ottomans en une déroute fulgurante. Nader se met à la tête d'un millier de cavaliers choisis pour fermer la voie de la retraite à son ennemi.
Koprulu Pacha est pris en chasse durant la déroute par un soldat perse du nom de Rostam qui le jette de son cheval, l'assomme puis le décapite et ramène le trophée morbide au camp afin de le présenter à Nader. De nombreux autres généraux de haut rang sont également massacrés ainsi que leurs troupes qui connaissent un sort encore pire en étant poursuivies et massacrées jusqu'à la rivière Arpachay. Le massacre des soldats ottomans est tel que Nadir lui-même écrit plus tard (sans exagérer) « nous avons fait une boucherie de tous les janissaires ; pas un seul d'entre eux n'a pu s'en tirer sauf » et qu'« un nombre écrasant de cavaliers ottomans... presque tous ont été tués par la grâce de Dieu ».
La défaite de Yeghevārd fut si écrasante que sur 80 000 soldats, à peine 8 000 rentrèrent à Kars, tandis que les pertes perses furent minuscules. À bien des égards, il s'agit de la bataille idéale pour mettre fin à l'une des guerres les plus tumultueuses entre les deux superpuissances, où les avantages étaient gagnés puis perdus dans un changement de fortune presque perpétuel.
Nader lui-même, écrivant au prince de Gulytsin, déclare : « Jamais dans aucune de mes guerres je n'ai eu autant de chance » et est assez satisfait pour ordonner la construction d'un monument sur la hauteur où il avait établi son campement la nuit précédant la bataille. Les ramifications stratégiques de la bataille ont été ressenties presque immédiatement dans tout le Caucase. Ganja et Tbilissi se rendent en désespoir de cause, mais Erevan tient bon jusqu'à ce que Nader, en traversant la rivière Aparchay, bloque Kars et que les Ottomans soient obligés d'échanger Erevan contre la levée du blocus le 13 octobre 1735.

## Conséquences

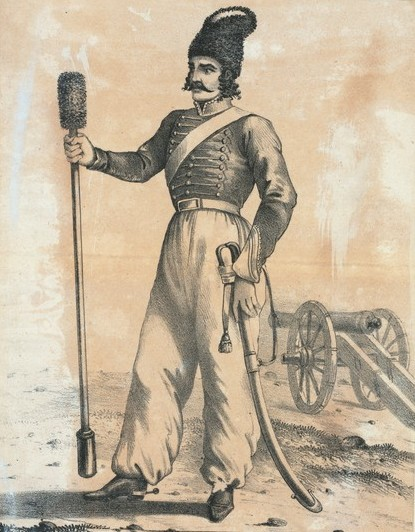
Une illustration d'un artilleur persan

### Événements en Europe
Enhardie par les défaites désastreuses des Ottomans face à Nader et prenant prétexte du fait qu'une armée de Tatars avait violé la souveraineté de la Russie en marchant le long de la côte de la mer Noire pour rejoindre Koprulu Pacha contre les forces de Nader, la Russie s'engage rapidement dans des opérations militaires contre l'Empire ottoman, et finit par s'emparer d'Azov. L'Autriche choisit également ce moment pour s'engager simultanément dans une guerre contre Istanbul, mais elle n'a pas  les succès de son allié russe sur le terrain, subissant une défaite catastrophique à Grocka.

### Nader marche vers le nord
Après sa campagne la plus réussie à ce jour, Nader s'attarde à nommer de nouveaux gouverneurs dans ses villes et royaumes nouvellement acquis avant de se lancer contre les Lezgiens dans le sud du Daghestan. Les Tatars qui avaient marché depuis la Crimée, en apprenant la nouvelle de la mort de Koprulu Pacha et la défaite de son armée, font demi-tour et se hâtent de retourner vers le nord, le long de la côte de la mer Noire. Les Lezgiens s'avèrent être cependant un ennemi bien plus coriace, surtout avec l'arrivée de la neige hivernale dans les passages montagneux étroits du nord du Daghestan. Le chef Lezgien est vaincu en juin 1736 et s'enfuit chez les Avars nombre de ses sujets faisant la paix avec Nader. Ayant largement pacifié le Caucase, il part pour la Perse où il renverse le Shahanshāh et établit sa propre dynastie.